# Karel Maxmilián Příchovský z Příchovic
Karel Maxmilián Leopold svobodný pán Příchovský z Příchovic (1668 – 19. prosince 1722 Vysoká Libyně) byl český šlechtic ze starého rodu Příchovských z Příchovic. Během života vlastnil několik panství v západních a severních Čechách. Uplatnil se v nižších úřadech zemské správy Českého království, dlouhodobě zastával úřad krajského hejtmana na Rakovnicku a Žatecku. 

## Životopis
Pocházel z českého šlechtického rodu Příchovských z Příchovic, patřil k linii označované jako pšanská (podle staršího názvu Blšan u Loun), která od roku 1651 užívala titul svobodných pánů. Byl mladším synem Petra Pavla Příchovského a jeho manželky Polyxeny Roziny, rozené Elpognarové z Dolního Schönfeldu. Po smrti staršího bratra Františka Antonína, který zemřel jako důstojník císařské armády, zdědil statek Libočany (1688). Své finanční poměry vylepšil Karel Maxmilián sňatkem a v roce 1700 koupil za 152 000 zlatých od Albrechta Jindřicha Krakovského z Kolovrat panství Vysoká Libyně. Trvale se usadil na zámku v Libyni a prostor zdejší návsi obohatil o soubor barokních soch. V roce 1709 uzavřel s Janem Danielem Pockem směnnou smlouvu, jíž se vzdal nároků na Libočany a místo toho převzal statek Kostrčany. Uplatnil se také v krajské správě, v letech 1702–1711 a 1714–1715 byl hejtmanem rakovnického kraje a nakonec od roku 1717 až do smrti zastával úřad žateckého krajského hejtmana. 
Zemřel ve Vysoké Libyni, pohřben byl v kostele v Libočanech. 
Jeho manželkou byla hraběnka Ludmila Přibislava z Valderode († 1728), dcera viceprezidenta české komory hraběte Jana Pavla z Valderode (1637–1698). Z jejich manželství se narodilo šest synů, kteří sloužili v armádě. Nejstarší z nich Albrecht Evžen padl jako plukovník v roce 1737 v Banja Luce ve válce proti Turkům. Krátce po otcově úmrtí kvůli zadlužení museli synové prodat Kostrčany (1725) i Vysokou Libyni (1731). Panství Vysoká Libyně koupil za 98 200 zlatých generál Georg Olivier Wallis. Zatímco zámky v Libočanech a Kostrčanech vznikly až za pozdějších majitelů v 18. století, hlavní sídlo Karla Maxmiliána Příchovského ve Vysoké Libyni dnes již neexistuje. Pšanská větev Příchovských vymřela zcela bez majetku ještě před koncem 18. století.